# Parmenonta valida
Parmenonta valida là một loài bọ cánh cứng trong họ Cerambycidae.